# Pucará de Tilcara
Pucará de Tilcara je arheološko najdišče, ki ga tvorijo številne zgradbe avtohtonih prebivalcev Tilcara, delno plemena Omaguake, na strateški točki na Quebrada de Humahuaca v provinci Jujuy v Argentini.
Nahaja se 1 km južno od mesta Tilcara, na 80 metrov visokem griču, ob sotočju reke Huasamayo in reke Río Grande, ki tam teče na 2450 metrih nadmorske višine. Bilo je idealno mesto za obrambo pred napadi, saj je prevladovalo nad prečkanjem edinih dveh cest v kraju. Na eni strani ga branijo pečine nad Rio Grande, na drugi pa groba pobočja. V bolj dostopnih pobočjih so zgradili visoke zidove. Pucarás – trdnjave niso imele le obrambnih, temveč tudi družbene in verske namene. S te višine je bilo mogoče nadzorovati okoliška kmetijska polja in kmečka bivališča v nižinah.
To je eno najpomembnejših in najbolj znanih območij starodavnih predšpanskih populacij v regiji Humahuaca. Ima površino od 8 do 15 hektarjev in je stara približno 1160 ± 70 let. V Pucará je med drugim tudi več sosesk hiš, ograde, nekropole in prostor za svečane obrede.
Pucará de Tilcara je od leta 2003 del Unescove svetovne dediščine v sklopu Quebrada de Humahuaca, od leta 2000 pa, v skladu z odlokom MHN, Decreto 1.012 / 2000, id 670 državni zgodovinski spomenik.

## Odkritje in rekonstrukcija
Leta 1908 jo je odkril etnograf Juan Bautista Ambrosetti med eno od svojih arheoloških preiskav na severozahodnem območju Argentine v družbi svojega učenca (in kasnejšega sledilca njegovega dela) Salvadorja Debenedettija. Naslednja tri poletja sta oba raziskovala Pucaro in izkopala približno tri tisoč kosov. Ti materiali in njihovo proučevanje so jima omogočili, da sta si ustvarila predstavo, kakšno je bilo življenje njenih prebivalcev pred prihodom Špancev.
Okoli leta 1911 je imel Debenedetti idejo, da bi obnovil ruševine. Z odobritvijo Ambrosettija, ki je bil direktor Etnografskega muzeja Filozofske fakultete in pisma Univerze v Buenos Airesu, je bila zemlja očiščena na približno 2000 m² in zidovi dvignjeni na višino malo več kot en meter.
Toda Debenedetti ni bil zadovoljen s samo prvim delom in je leta 1929 (že direktor Etnografskega muzeja, ki je nasledil Ambrosettija po njegovi smrti) skupaj z učencem Eduardom Casanovo nadaljeval z novim raziskovanjem kraja, da bi dosegel zastavljen cilj. Ko pa je naslednje leto umrl, je bil ta projekt okrnjen.
Casanova je kot profesor, zadolžen za katedro za ameriško arheologijo na Facultad de Filosofía y Letras (UBA), leta 1948 lotil projekta in ob pomoči Univerze v Buenos Airesu zaključil obnovo. Vlada Jujuyja je fakulteti podarila ozemlje Pucará z zavezo, da bo ustvarila arheološki muzej. Navedeni načrt je bil izpolnjen šele leta 1968, ko je proslavil svojo otvoritev pod imenom dr. Eduardo Casanova. Nastajal je tudi visokogorski botanični vrt

## Stanje
Kot zapis o rekonstrukciji je ostalo le nekaj omemb v besedilih in odtisih na tleh. Uporabljena metoda je temeljila na arheoloških metodah z začetka 20. stoletja in v dobrem pomenu. Trenutno se pristop k notranji poti in rekonstrukcije streh štejejo za ustrezne. Nasprotno je obnova sten in dostop za vozila povzročil opazne spremembe. Na tem mestu je tudi okrnjena piramida, ki ni povezana z arhitekturno tradicijo regije.
S sedanjo analizo fotografij, načrtov, skic, publikacij in drugih produkcij pred letom 1910 se poskuša identificirati del preobrazbe, izvedene med rekonstrukcijo. Konimetrična raziskava bo med drugim omogočila nadzor vpliva turistične poti in vremena, da se razvije boljše ohranjanje kraja.
Trenutno ima Arheološki muzej Dr. Eduardo Casanova sedem tradicionalnih razstavnih prostorov in še tri začasne, tako da lahko obiskovalec sodeluje z razstavo in vodi dialog z vodniki in raziskovalci. Trenutno je pomembna turistična atrakcija, še bolj, ker je bila Quebrada de Humahuaca razglašena za del Unescove svetovne dediščine.

## V popularni kulturi
- Pucará de Tilcara je v Latinski Ameriki znana po tem, da ga je argentinska skupina Soda Stereo izbrala za snemanje videospota za svojo emblematično pesem When the tremor mine.
- V svojem studijskem albumu Peso argento, izdanem leta 1997, sta glasbenika Ricardo Iorio (vodja Almafuerte) in Flavio Cianciarulo (ustanovni član Los Fabulosos Cadillacs) posvetila skladbo avtohtonim ljudstvom na Tilcari.
- Leta 2009 je skupina Intoxicados objavila video posnetek svoje glasbene teme Niña de Tilcara, posnet v istem mestu.
- Argentinska rock skupina Divididos je tam leta 2010 posnela tudi dokumentarec in oddajo.
- Leta 2010 je Centralna banka Argentine ob dvestoletnici majske revolucije skovala spominsko serijo, sestavljeno iz petih obtočnih kovancev za 1 dolar (en peso), ki so predstavljali različne geografske regije Argentine, vključno Pucará de Tilcara.